# Henry Oscar
Pour les articles homonymes, voir Oscar.
Henry Oscar (né en 1891, mort en 1969) est un acteur britannique.

## Biographie
Henry Oscar nait le 14 juillet 1891 à Londres sous le nom Henry Wale, et change son nom en tant qu'acteur; il commence sa carrière en 1911 et apparait dans de nombreux films dont plusieurs d'Alfred Hitchcock. Il meurt le 28 décembre 1969 à Londres.

## Filmographie
- Red Ensign (1934)
- L'Homme qui en savait trop (1934)
- The Tunnel (1935)
- Father O'Flynn (1935)
- Me and Marlborough (1935)
- The Case of Gabriel Perry (1935)
- Dishonour Bright (1936)
- The Man behind the Mask (1936)
- Spy of Napoleon (1936)
- Love in Exile (1936)
- Sensation (1936)
- Fire Over England (1937)
- Dark Journey (1937)
- The Academy Decides (1937)
- Who Killed John Savage? (1937)
- The Terror (1938)
- Luck of the Navy (1938)
- Black Limelight (1939)
- Les Quatre Plumes blanches (The Four Feathers) (1939)
- On the Night of the Fire (1939)
- Spies of the Air (1940)
- Dead Man's Shoes (1940)
- Tilly of Bloomsbury (1940)
- The Flying Squad (1940)
- Two for Danger (1940)
- Atlantic Ferry (1941)
- Penn of Pennsylvania (1942)
- Le Chapelier et son château (Hatter's Castle) (1942)
- The Day Will Dawn (1942)
- Squadron Leader X (1943)
- Mrs. Fitzherbert (1947)
- The Upturned Glass (1947)
- It Happened in Soho (1948)
- The Greed of William Hart (1948)
- Bonnie Prince Charlie (1948)
- The Bad Lord Byron (1949)
- The Man from Yesterday (1949)
- La Rose noire (The Black Rose) (1950)
- Beau Brummell (1954)
- Diplomatic Passport (1954)
- It's a Great Day (1955)
- Portrait of Alison (1955)
- Private's Progress (1956)
- La Petite Hutte (The Little Hut) (1957)
- The Spaniard's Curse (1958)
- Web of Evidence (1959)
- Fils de forçat (Beyond This Place) 1959
- Oscar Wilde (1960)
- Les Maîtresses de Dracula (The Brides of Dracula) (1960)
- Foxhole in Cairo (1960)
- Lawrence d'Arabie (1962)
- The Long Ships (1964)
- Passage à tabac (Murder Ahoy!) (1964)
- La Cité sous la mer (The City Under the Sea) (1965)